# Aymen Ben Amor
Pour les articles homonymes, voir Ben Amor.
Aymen Ben Amor, né le 7 septembre 1985 à Sidi Bouzid, est un footballeur tunisien qui évolue au poste d'arrière. Il mesure 1,78 m pour 78 kg.

## Palmarès
- Coupe de la confédération (2) :
  - Vainqueur : 2007, 2008
- Ligue des champions de la CAF (1) :
  - Vainqueur : 2011
  - Finaliste : 2006, 2010, 2012
- Coupe nord-africaine des vainqueurs de coupe (1) :
  - Vainqueur : 2009
- Championnat de Tunisie de football (4) :
  - Vainqueur : 2005, 2010, 2011, 2012
- Coupe de Tunisie de football (2) :
  - Vainqueur : 2009, 2011